# Katharina Herrmann
Katharina Herrmann (geboren 1985 in München) ist eine deutsche Schriftstellerin. 2020 veröffentlichte sie das Buch Dichterinnen & Denkerinnen, in dem sie 20 Autorinnen aus drei Jahrhunderten vorstellte. 

## Leben
Katharina Herrmann studierte ab 2006 Germanistik und evangelische Theologie für das Lehramt am Gymnasium an der Ludwig-Maximilians-Universität München (LMU). 2012 machte sie das erste Staatsexamen. Von 2012 bis 2014 absolvierte sie das Referendariat an Gymnasien in München und Kirchheim und machte dann das zweite Staatsexamen.
Von 2014 bis 2021 war sie als Studienrätin für Deutsch und evangelische Religionslehre am Apian-Gymnasium in Ingolstadt tätig. Parallel dazu war sie von 2016 bis 2019 wissenschaftliche Mitarbeiterin an der evangelisch-theologischen Fakultät der LMU München in der interdisziplinären DFG-Forschergruppe „Der Protestantismus in den ethischen Debatten der Bundesrepublik Deutschland 1949–1989“. 2020 wurde sie promoviert. Das Thema ihrer Dissertation war „Gesungene Katechese. Kulturelle Repräsentationen eines engagierten Protestantismus im Neuen Geistlichen Lied“. Seit 2021 arbeitet sie als Studienrätin für Deutsch und evangelische Religionslehre im Raum München.
Herrmann betreibt den Literaturblog Kulturgeschwaetz, in dem sie sich unter anderem mit dem männlich dominierten Literaturkanon auseinandersetzt und für vergessene Autorinnen wirbt.

## Dichterinnen & Denkerinnen
2020 veröffentlichte Herrmann das Buch Dichterinnen & Denkerinnen. Frauen, die trotzdem geschrieben haben mit Porträts von Schriftstellerinnen aus drei Jahrhunderten, deren Werk sie anhand von Gedichten, Brief- und Romanauszügen vorstellt. Bei den behandelten Autorinnen handelt es sich um Luise Gottsched, Sophie von La Roche, Caroline Auguste Fischer, Johanna Schopenhauer, Rahel Varnhagen, Karoline von Günderrode, Annette von Droste-Hülshoff, Louise Aston, Marie von Ebner-Eschenbach, Helene Böhlau, Lou Andreas-Salomé, Ricarda Huch, Else Lasker-Schüler, Franziska zu Reventlow, Vicki Baum, Nelly Sachs, Gertrud Kolmar, Anna Seghers, Marieluise Fleißer und Mascha Kaléko.
Marlen Hobrack lobte in der Tageszeitung Herrmanns „kurzweilige wie erhellende“ Einführung in das Werk der zwanzig Autorinnen. Die knappe Darstellung empfindet sie nicht als tragisch, da zur weiteren Lektüre angeregt werde. Der Fokus der Porträts liege klar „auf der Gefühlswelt, auf sozialen Bindungen, den gescheiterten Beziehungen der Frauen“. Die poppige Aufmachung ziele auf jüngere Leserinnen ab. Dem pflichtet Anna Lemke in Brotgelehrte zu: Die Porträts seien gewagt, minimalistisch, aber trotzdem bunt.
Im Kapitel zu Sophie von La Roche arbeitete Herrman anhand ihres Erfolgsromans Geschichte des Fräuleins von Sternheim (1771) heraus, wie damals eine folgenschwere Weichenstellung vorgenommen wurde. Der Herausgeber Christoph Martin Wieland, so Herrmann, machte im Vorwort eine Unterscheidung zwischen Literatur als Kunst, die von Männern komme, und „nützlicher Unterhaltung für junge Leserinnen“, die dagegen von Frauen stamme. Diese Trennlinie fände sich bis heute „im Literaturmarkt und Literaturbetrieb“ wieder.

## Veröffentlichungen
- Gesungene Katechese Kommunikation durch Popularisierung. Kulturelle Repräsentationen eines engagierten protestantischen Christentums im Neuen Geistlichen Lied (= Religion in der Bundesrepublik Deutschland. Band 11). Mohr Siebeck, Tübingen 2021, ISBN 978-3-16-160693-9 (Dissertation, Ludwig-Maximilians-Universität München, 2020).

- Dichterinnen & Denkerinnen. Frauen, die trotzdem geschrieben haben. Reclam, Ditzingen 2020, ISBN 978-3-15-011243-4.